# Lotus Jazz
 (mars 2024).
Si vous disposez d'ouvrages ou d'articles de référence ou si vous connaissez des sites web de qualité traitant du thème abordé ici, merci de compléter l'article en donnant les références utiles à sa vérifiabilité et en les liant à la section « Notes et références ».

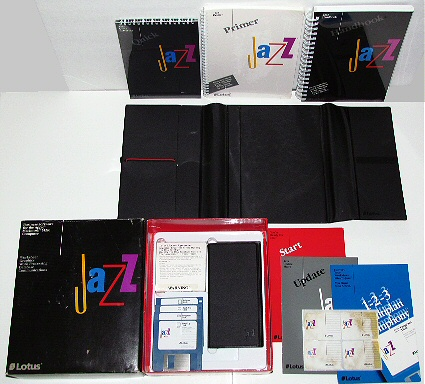
Contenu de la version 1.

Lotus Jazz est une suite bureautique pour Macintosh sortie en 1985 au prix de 595$, après le succès rencontré par Lotus 1-2-3 sur PC. Ce fut cependant un échec, en cause sont la concurrence féroce et la piètre qualité de la suite.  